# Rocket 3

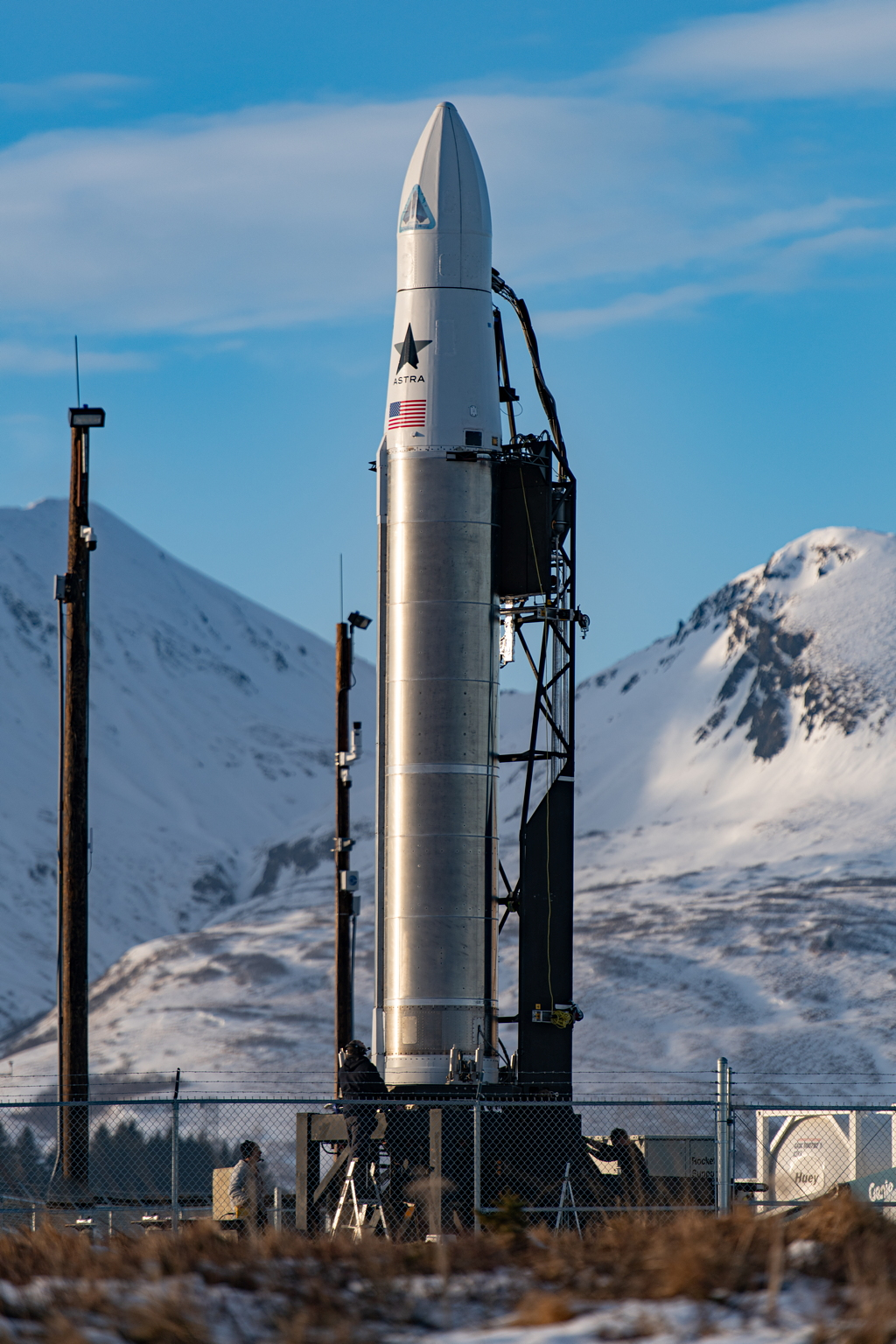
Rocket 3.0 „1 of 3“ in Alaska (Februar 2020)

Rocket 3 (englisch für „Rakete 3“) war eine zweistufige Trägerrakete des US-amerikanischen Raumfahrtunternehmens Astra Space (vormals Ventions). Die nur 13 Meter hohe Rakete sollte bis zu 50 kg Nutzlast in eine 500 km hohe sonnensynchrone Erdumlaufbahn transportieren können, zu einem Preis von 3,5 Millionen US-Dollar. Die Entwicklung der Rakete begann Ende 2016 und fand bis Anfang 2020 weitgehend im Verborgenen statt; Astra Space nannte sich dementsprechend auch Stealth Space. Im Sommer 2022 stellte Astra das wenig erfolgreiche Projekt zugunsten der in Entwicklung befindlichen größeren Rakete Rocket 4 ein.

## Technik
Ziel bei der Entwicklung der Rakete waren eine möglichst einfache Produktion und extrem niedrige Herstellkosten. Wie der Hauptkonkurrent Rocket Lab bei seiner Rakete Electron verwendete auch Astra Space elektrisch betriebene Treibstoffpumpen, was den Aufbau der Triebwerke wesentlich vereinfachte. Die Struktur der Astra-Rakete wurde jedoch konventionell aus Aluminium gefertigt und war damit wesentlich preiswerter und schneller herstellbar als die modernen CFK-Bauteile von Rocket Lab. Statt der neun Triebwerke der Electron verfügte die Astra-Erststufe nur über fünf; Treibstoff und Oxidator (Kerosin und Flüssigsauerstoff) waren wiederum dieselben.
Astra ging bei der Kostenoptimierung sogar so weit, dass Abstriche bei der Zuverlässigkeit der Rakete in Kauf genommen wurden. Dahinter stand das Kalkül, dass das Gesamtpaket aus preiswerten Starts mit gelegentlichem Verlust einzelner Satelliten für die Kunden attraktiver sein sollte als die technisch perfektionierten, aber teureren Angebote anderer Kleinraketenhersteller. Letztlich wurde nur eine unzureichende Zuverlässigkeit von 50 % erreicht.
Die geringe Länge der Rakete ermöglichte den Transport in einem Standard-ISO-Container. Auch die Startvorrichtung und alles weitere Zubehör wurden in Containern transportiert.
Für erste orbitale Testflüge entwickelte Astra Space einen Rocket-3-Prototyp mit bis zu 25 kg Nutzlast für sonnensynchrone Umlaufbahnen (SSO). Von dieser Variante wurden drei Exemplare gebaut und getestet. Mit der nächsten Raketenversion Rocket 3.3 (ursprünglich Rocket 4 genannt) soll die SSO-Transportleistung auf 50 kg verdoppelt werden. Gegenüber der vorherigen Version wurde Rocket 3.3 um rund 1,5 Meter verlängert, um das Tankvolumen zu vergrößern.
Geplant waren auch das Raketenmodell Rocket 4 für bis zu 200 kg Nutzlast in SSO und eine noch stärkere Rakete für den Transport von bis zu 500 kg in SSO.

## Einrichtungen
Entwicklung, Produktion und Test der Rakete erfolgten auf einem Gelände in Alameda in Kalifornien. In der Anlage war früher die Alameda Naval Air Station ansässig. Aus dieser Zeit sind unterirdische Triebwerksteststände vorhanden, die weiter genutzt werden.
Startplatz für die ersten Rocket-Flüge war der Pacific Spaceport Complex – Alaska (PSCA) auf der Insel Kodiak. Langfristig war von dort ein Start pro Monat geplant. Astra Space war der erste kommerzielle Nutzer des PSCA. Wegen seines hohen Breitengrades ist der PSCA nur für Starts in Polarbahnen geeignet. Für niedrigere Bahnneigungen plante Astra einen zweiten Startplatz auf den Marshallinseln im Pazifik. Außerdem war eine Nutzung des Mid-Atlantic Regional Spaceport an der US-Ostküste im Gespräch.

## Erprobung
Ein erster Testflug fand mit einem Raketenprototyp namens Rocket 1 am 20. Juli 2018 statt. Wegen eines nicht näher bezeichneten Problems endete der Flug bereits nach 21 Sekunden. Es entstanden leichte Schäden an der Startanlage.
Ein zweiter Start erfolgte mit der Rakete Rocket 2 am 27. November 2018. Alle fünf Motoren versagten, und die Rakete ging in Trümmern auf dem Startgelände nieder.
Bei beiden Flügen handelte es sich um suborbitale oder atmosphärische Tests der ersten Raketenstufe. Die zweite Stufe war jeweils funktionslos bzw. diente nur als Massesimulator.
Die ersten beiden Orbitalstarts mit der Raketenversion Rocket 3.0 waren für das 1. Quartal 2020 im Rahmen des militärischen Kleinraketenstartwettbewerbs DARPA Launch Challenge geplant. Astra Space war von ursprünglich 30 Bewerbern der einzige noch verbliebene Teilnehmer in dem Wettbewerb, musste den Start jedoch am 2. März in letzter Minute wegen eines technischen Problems abbrechen.
So endete der Wettbewerb ohne Sieger. Am 23. März trat bei der Vorbereitung eines zweiten Startversuchs eine „Anomalie“ auf; die Rakete wurde zerstört und der Startplatz kontaminiert.
Bei einem weiteren Versuch, eine erdnahe Umlaufbahn (LEO) zu erreichen, trat am 12. September 2020 kurz nach dem Abheben ein Problem im Steuerungssystem auf, wodurch die – ohne Nutzlast gestartete – Rakete vom Kurs abkam. Das Triebwerk musste sicherheitshalber abgeschaltet werden und die Mission schlug fehl. Beim nächsten Start am 15. Dezember 2020 erreichte die zweite Stufe der Rakete den Weltraum, schaltete sich aber 12–15 Sekunden zu früh ab, weil der Treibstoff nicht ausreichte. Es wurde eine Geschwindigkeit von 7,2 km/s erreicht, statt der notwendigen 7,7 km/s für die gewünschte Erdumlaufbahn in 390 km Höhe.
Ein erster Startversuch mit der Rocket 3.3 am 28. August 2021 schlug ebenfalls fehl. Innerhalb von einer Sekunde nach dem Abheben fiel eines der fünf Erststufentriebwerke aus. Wegen des unzureichenden Schubs erzielte die Rakete nach dem Verlassen des Starttisches anfangs keinen Höhengewinn und bewegte sich zunächst nur seitwärts, bevor sie bei abnehmender Masse zu steigen begann und schließlich etwa 50 km Höhe erreichte. Nach dem Abschalten der Erststufentriebwerke geriet sie ins Trudeln und fiel ins Meer. Eine Untersuchung stellte fest, dass während des Starts sowohl Kerosin als auch flüssiger Sauerstoff aus dem Treibstoffversorgungssystem der Rakete austraten. Die ausgelaufenen Treibstoffe vermischten sich und wurden zwischen der Rakete und der Bodenausrüstung eingeschlossen. Die vermischten Treibstoffe wurden anschließend durch die Abgase der Triebwerke der ersten Stufe entzündet, was zu einem Überdruck führte, der die elektrische Verbindung zur Steuerung der Treibstoffpumpe unterbrach. Dies führte zum Abschalten eines Triebwerks der ersten Stufe weniger als eine Sekunde nach dem Start.
Der zweite Startversuch einer Rocket 3.3 am 20. November 2021 glückte. Die Rakete erreichte einen Orbit in etwa 500 km Höhe mit 86° Bahnneigung. Als Nutzlast waren Messgeräte der United States Space Force an Bord, die wie vorgesehen an der zweiten Raketenstufe verblieben. Laut Chris Kemp, dem CEO von Astra Space, wurde die Testphase damit abgeschlossen.

## Betrieb
Der erste reguläre Start der Rocket 3.3 am 10. Februar 2022, der erste Start in Florida, schlug fehl. Astra gab später bekannt, die Nutzlastverkleidung habe sich nicht wie vorgesehen getrennt. Dies konnte auf einen Fehler in der technischen Dokumentation zurückgeführt werden. Darüber hinaus habe es Probleme mit der Flugsteuerungs-Software gegeben, die durch einen Paketverlust in der Datenübertragung ausgelöst wurden. Der zweite kommerzielle Start glückte am 15. März 2022. Er war von einem sehr volatilen Börsenkurs der Astra-Aktie begleitet.

## Startaufträge
Nach Auskunft des Unternehmens lagen im Februar 2020 etwa ein dutzend Startaufträge für die Rakete vor, Im Dezember seien es über zwei dutzend gewesen und Anfang Februar 2021 bereits über 50. Laut Planung vom Februar 2020 sollten diese Kundenaufträge mit der Raketenversion 3.3 (damals Rocket 4 genannt) mit 50 kg SSO-Transportkapazität bedient werden.

## Startliste
| Mission | Datum (UTC)             | Rakete            | Startplatz   | Mission Nutzlast                                                                        | Orbit 1    | Anmerkungen |
| ------- | ----------------------- | ----------------- | ------------ | --------------------------------------------------------------------------------------- | ---------- | --- |
| LV0001  | 20. Juli 2018           | Rocket 1          | PSCA LP 2    | keine                                                                                   | suborbital | Fehlschlag Testflug mit funktionsloser Zweitstufe |
| LV0002  | 27. Nov. 2018           | Rocket 2          | PSCA LP 2    | keine                                                                                   | suborbital | Fehlschlag Testflug mit funktionsloser Zweitstufe |
| LV0003  | 24. März 2020 (geplant) | Rocket 3 „1 of 3“ | PSCA LP 3B   | unveröffentlicht                                                                        | LEO        | Fehlschlag Rakete bei Startvorbereitungen am 23. März zerstört |
| LV0004  | 12. Sep. 2020 03:19     | Rocket 3.1        | PSCA LP 3B   | keine                                                                                   | LEO        | Fehlschlag Die Rakete geriet in eine Rolloszillation und kam von der geplanten Flugbahn ab. Das Kontrollzentrum veranlasste daher 30 Sekunden nach dem Abheben eine Abschaltung der Triebwerke. |
| LV0005  | 15. Dez. 2020 20:55     | Rocket 3.2        | PSCA LP 3B   | keine                                                                                   | LEO        | Teilerfolg Orbitalgeschwindigkeit knapp verfehlt. |
| LV0006  | 28. Aug. 2021 22:35     | Rocket 3.3        | PSCA LP 3B   | STP-27AD1 (Messgerät)                                                                   | LEO        | Fehlschlag Triebwerksausfall unmittelbar nach dem Abheben |
| LV0007  | 20. Nov. 2021 06:16     | Rocket 3.3        | PSCA LP 3B   | STP-27AD2 (Technologieerprobung)                                                        | LEO        | Erfolg |
| LV0008  | 10. Feb. 2022 20:00     | Rocket 3.3        | CCSFS SLC-46 | Elana/VCLS-2A: Bama-1, Curie, QubeSat, R5-S1                                            | LEO        | Fehlschlag Ausfall der zweiten Stufe nach fehlerhafter Abtrennung der Nutzlastverkleidung |
| LV0009  | 15. März 2022 16:22     | Rocket 3.3        | PSCA LP 3B   | Astra-1 für Spaceflight: OreSat0, EyeStar-S4 (beide Technologieerprobung), 16× Spacebee | SSO        | Erfolg |
| LV0010  | 12. Juni 2022 17:43     | Rocket 3.3        | CCSFS SLC-46 | 2 Satelliten der TROPICS-Konstellation                                                  | LEO        | Fehlschlag Ausfall der zweiten Stufe |